# Lutz Pfannenstiel
Lutz Pfannenstiel (Zwiesel, 12 de maio de 1973) é um ex-futebolista alemão.
É conhecido mundialmente por ter sido o primeiro jogador e único até o momento, a ter jogado profissionalmente nos 6 continentes da FIFA: UEFA (Europa), AFC (Ásia), CAF (África), CONCACAF (América do Norte e Caribe), Conmebol (América do Sul) e OFC (Oceania), tendo em seu currículo 28 equipes em 16 países: Alemanha, Inglaterra, Nova Zelândia, Singapura, Malásia, Brasil, África do Sul, Finlândia, Malta, Bélgica, Canadá, Namíbia, Noruega, Itália, Armênia e Albânia, sendo o primeiro e único atleta a ter passado por equipes profissionais de todos os continentes, sendo considerado ídolo em seis (Geylang International, Bradford Park Avenue, Penang FA, Dunedin Technical, Vancouver Whitecaps, Hermann Aichinger e Ramblers). Apesar de ser considerado lento e alto (mede 1,87 de altura), Lutz compensava a lentidão com calma, tranquilidade e liderança.
Passou pelas seleções de base da Alemanha, quando atuava no Munique 1860. Ele ainda passou pelo Bayern de Munique, mas só virou profissional em 1991 no 1. FC Bad Kötzting, e em 1993 começou sua volta ao mundo: Penang FA (Malásia), Wimbledon, Nottingham Forest (ambos da Inglaterra), Milan (Itália - empréstimo), Sint-Truiden (Bélgica), Hamrum Spartans (Malta), Sembawang Rangers (Singapura), Orlando Pirates (África do Sul), TPV, Haka (ambos da Finlândia), Wacker Burghausen, Geylang United (Singapura), Dunedin Technical (Nova Zelândia, onde teve 3 passagens), Bradford Park Avenue (2 passagens), Huddersfield Town (Inglaterra), ASV Cham (por empréstimo), Bærum (Noruega - novamente 2 passagens), Calgary Mustangs (Canadá), Otago United (Nova Zelândia), Vllaznia Shkodër (Albânia), Bentonit Ijevan (Armênia), onde foi técnico-jogador, Vancouver Whitecaps (Canadá), Hermann Aichinger (Brasil), onde bateu o recorde mundial, Floya, Flekkerøy IL, Manglerud Star (todos da Noruega) e Ramblers (Namíbia), onde foi treinador e jogador e se aposentou em 2011, aos 38 anos. O recorde foi batido em 2018 pelo atacante uruguaio Sebastián Abreu, quando fechou contrato com o Audax Italiano (Chile).
Antes de se aposentar, ainda foi treinador assistente do Flekkerøy IL e treinador de goleiros das seleções de Cuba e Namíbia, além de ser olheiro e diretor de relações internacionais do Hoffenheim entre 2011 e 2018, e foi também comentarista da TV ZDF nas Copas de 2010 e 2014. Atualmente, o ex-goleiro é diretor-esportivo do Fortuna Düsseldorf.
Em 1999 escreveu um livro chamado "Unhaltbar — Meine Abenteuer als Welttorhüter", contando suas aventuras e histórias incríveis através dessas culturas.

## Curiosidades
- Durante sua passagem pelo futebol de Singapura, o goleiro foi suspenso por 101 dias em 1999, por envolvimento em manipulação de resultados.
- Em 2002, sofreu uma parada respiratória em decorrência de um choque com o atacante Clayton Donaldson, no jogo entre o Bradford Park Avenue e o Harrogate Town. O árbitro da partida, Jon Moss, decidiu abandonar o jogo e Lutz chegou a ser declarado morto, porém se recuperou e voltou aos treinos.
- Em 2016, Lutz negou em entrevista que o atacante Roberto Firmino foi contratado pelo Hoffenheim em 2011 por influência do jogo Football Manager, alegando que houve uma confusão[7].